# Cuphea melanium
Cuphea melanium là một loài thực vật có hoa trong họ Lythraceae. Loài này được (L.) R.Br. ex Steud. mô tả khoa học đầu tiên năm 1821.